# Split (nádraží)
Split je hlavní a současně koncová železniční stanice v chorvatském Splitu. Nachází se v městské části Grad, v blízkosti městského přístavu.

## Charakteristika

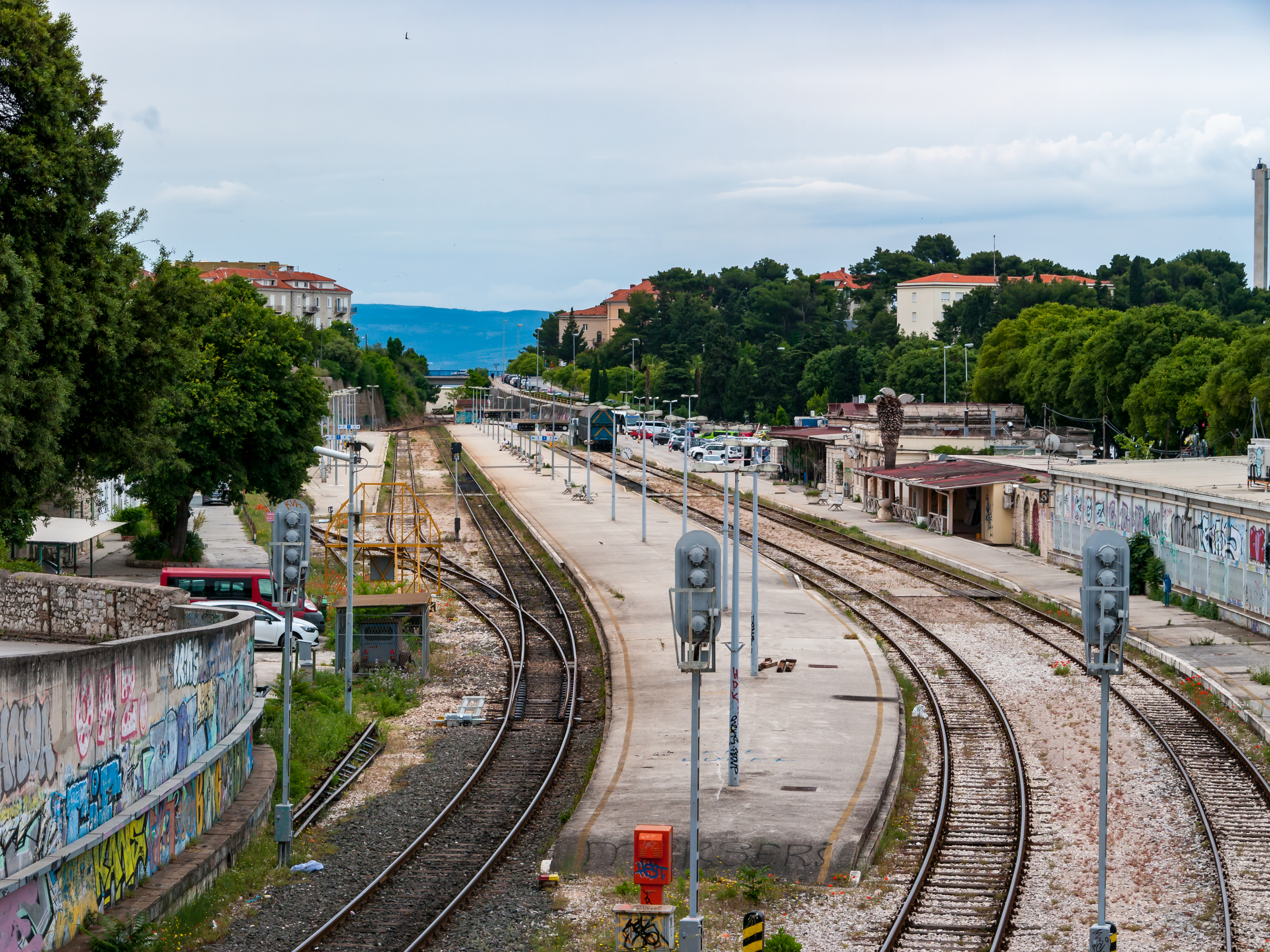

Stanici provozuje nástupnická společnost Chorvatských státních drah HŽ Infrastruktura.
Nejbližší následující stanice je Split Predgrađe, kam vlaky projíždějí tunelem. Kromě dálkových spojů do Záhřebu a Kninu tudy rovněž prochází trasa Splitské příměstské dráhy.
Za podpory chorvatské vlády byl 11. června 2018 zahájen provoz příměstské vlakové linky na trase Split Predgrađe (Kopilica) – Split (městský přístav), čímž začala realizace projektu spojení s vysokorychlostní Splitskou příměstskou železnicí.
S výjimkou úseku Split – Split Predgrađe, kde je provoz dvoukolejný, je trať do Kaštelu Stariho o délce 18 km jednokolejná.
Ve směru od Splitu trať kopíruje přirozenou hladinu podél Kaštelského zálivu a rozděluje průmyslovou zónu na splitském předměstí obytné v Kašteli Sučurac dále přes Solin a Kaštel Sućurac do Kaštel Gomilica. Od podjezdu v Kaštelu Kambelovci začíná trať stoupat do hor až do zastávky Kaštel Stari, kde opouští kaštelanskou konurbaci.